# Aboetheta pteridonoma
Aboetheta pteridonoma är en fjärilsart som beskrevs av Turner 1914. Aboetheta pteridonoma ingår i släktet Aboetheta och familjen Crambidae. Inga underarter finns listade i Catalogue of Life.